# Station Bondy
Station Bondy is een spoorwegstation aan de spoorlijn Noisy-le-Sec - Strasbourg-Ville. Het ligt in de Franse gemeente Bondy in het departement Seine-Saint-Denis (Île-de-France).

## Geschiedenis

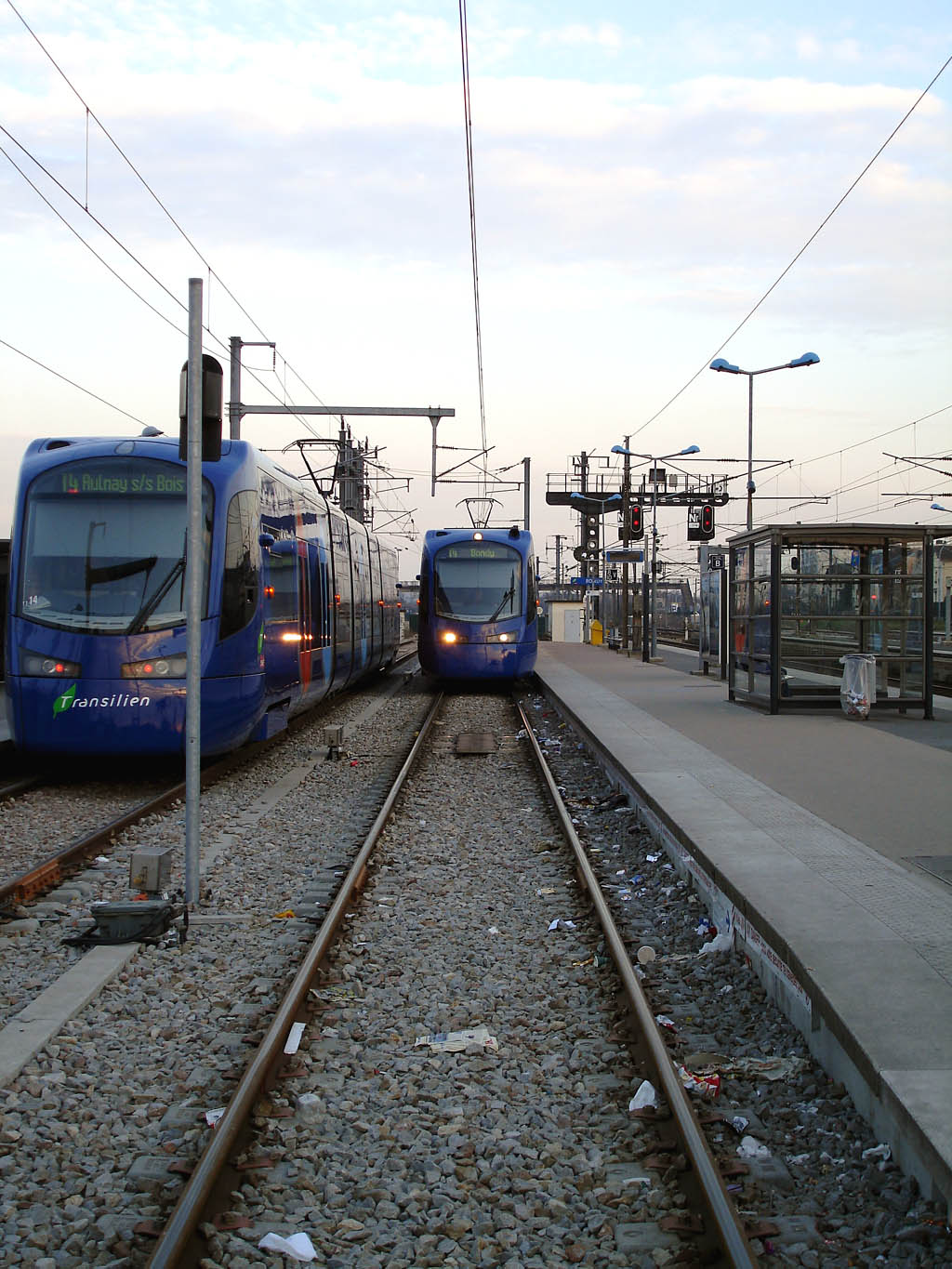
Tram T4 richting Aulnay-sous-Bois

Het station werd op 5 juli 1849 geopend door de compagnie des chemins de fer de l'Est bij de opening van de sectie Parijs - Meaux. Sinds 1875 is het station het eindpunt van de ligne des Coquetiers. Sinds zijn oprichting is het eigendom van de Société nationale des chemins de fer français (SNCF).
Sinds 12 juli 1999 wordt het station aangedaan door de RER E. In de aanloop daarvan werden de perrons van het station verhoogd van 55 cm naar 92 cm.
Sinds 18 november 2006 is het station het eindpunt van de T4, een tram-train dienst over de Ligne des Coquetiers. In de aanloop daarvan zijn de voor de lijn bedoelde perrons verlaagd naar het vloerniveau van de trams, en is het aantal sporen op het station voor de lijn verdubbeld, vanwege een spoorverdubbeling van de lijn.

## Ligging
Het station ligt op kilometerpunt 10,274 van de spoorlijn Noisy-le-Sec - Strasbourg-Ville. Ook is het station het beginpunt van de Spoorlijn Bondy - Aulnay-sous-Bois

## Diensten
Het station wordt aangedaan door treinen van de RER E tussen Chelles-Gournay en Haussmann Saint-Lazare, en door trams van de T4 tussen dit station en Aulnay-sous-Bois.

## Vorige en volgende stations
| Richting               | Vorig station  | Lijn  | Volgend station                   | Richting         |
| ---------------------- | -------------- | ----- | --------------------------------- | ---------------- |
| Haussmann Saint-lazare | Noisy-le-Sec   | RER E | Le Raincy-Villemomble-Montfermeil | Chelles-Gournay  |
| Eindbestemming         | Eindbestemming | T 4   | Remise à Jorelle                  | Aulnay-sous-Bois |